# ای شمشیر، بسوزان
موئه‌یو کن (به ژاپنی: 燃えよ剣, Burn, O Sword))، رمانی ژاپنی از نویسنده ریوتارو شیبا است. این فیلم زندگی توشیزو هیجیکاتا، یکی از اعضای شینسنگومی، فعال در ژاپن را در طول باکوماتسو (پایان شوگون‌سالاری توکوگاوا) نمایش می‌دهد.

## رمان
مورخ ژاپنی ناریتا ریوئیچی ja:成田龍一، که از نزدیک رابطه بین آثار شیبا و ایدئولوژی پس از جنگ را مشاهده کرده است، در مورد شینسنگومی در موئه‌یو کن چنین می‌گوید:
در حالی که شینسنگومی به‌طور سنتی به عنوان یک گروه قاتل که به شدت ایدئولوژیک و خصمانه با جناح ضد خارجی بودند، به تصویر کشیده شده است، در رمان موئه‌یو کن آنها به عنوان یک گروه "ستیزه‌جو" ایجاد شده توسط توشیزو هیجیکاتا به تصویر کشیده شده‌اند، که نظریه‌های سازمانی داشتند و فاصله خود را از "امور ملی" حفظ می‌کردند. هیجیکاتا هیچ علاقه‌ای به "استدلال‌های پوچ" نداشت و گفته می‌شود که معتقد بود تبدیل شینسنگومی به "قوی‌ترین سازمان جهان" "تنها راه بیان ایده‌هایش به جهان" است. اصول عمل شینسنگومی به عنوان درون سازمان توصیف شده است و هیچ معنای سیاسی یا اجتماعی به هر یک از اعمال شینسنگومی نسبت داده نشده است. تا اواسط داستان، شیبا به‌طور کامل هیجیکاتا و شینسنگومی را از گرداب تاریخ دور می‌کند. درگیری‌های داخلی مربوط به نحوه برخورد با امور سیاسی نیست، بلکه صرفاً اختلافات جناحی بین مدارس است و به عنوان مشکلات درون سازمانی به تصویر کشیده می‌شود. در اواخر داستان، احیای میجی به عنوان یک انقلاب (آنچه شیبا در ابتدا می‌خواست به تصویر بکشد) توصیف می‌شود، اما اگرچه به عنوان زمینه‌ای برای تضاد بین کوندو ایسامی و هیجیکاتا عمل می‌کند، اما او فراتر از آن نمی‌رود. این احتمالاً نتیجه ارزیابی قوی شیبا است که شینسنگومی در مدرن‌سازی ژاپن نقشی نداشته است. با وجود این برخورد بی‌طرفانه، او با شیوه زندگی هیجیکاتا که هیچ علاقه‌ای به سیاست ندارد و صرفاً بر اساس اصول خود زندگی می‌کند، همدردی می‌کند و کوندو و دیگران را که اقدامات سیاسی انجام می‌دهند، حتی اگر نابالغ باشند، مورد انتقاد قرار می‌دهد. این شیوهٔ تصویرسازی به عنوان «ذهنیت زمان جنگ» تفسیر می‌شود و حس فاصلهٔ شیبا از سیاست، که فصل سیاسی پیمان امنیتی ۱۹۶۰ را تجربه کرده بود، با خلق هیجیکاتا مرتبط است.

## شخصیت‌های اصلی

### توشیزو هیجیکاتا
شخصیت اصلی این اثر. معاون رئیس شینسنگومی. پسر یک کشاورز ثروتمند در روستای ایشیدا، ناحیه تاما، ولایت موساشی (هینو، توکیو بخشی از توکیوی امروزی)، او یک نام خانوادگی مخفی هیجیکاتاً دارد که از اجدادش به او رسیده است و نام واقعی او «یوشیتویو» است. او شبیه یک بازیگر به نظر می‌رسد، اما مهارت‌های شمشیرزنی او در مدرسه شمشیرزنی دوجوی تننن ریشین-ریو، شیئیکان، جایی که شوهر خواهرش ساتو هیکوگورو ja:佐藤彦五郎 مسئول مدیریت آن است، شناخته شده است. او همچنین این مهارت را دارد که ضمن سفر به اطراف و فروش دارویی برای شکستگی و رگ به رگ شدن به نام پودر ایشیدا سنتی خانواده، از مدرسه‌های شمشیرزنی اطراف بازدید کند و تکنیک‌هایی را از مدارس دیگر بیاموزد. در پاسخ به استخدام رونین/روشی توسط شوگون‌سالاری، او به همراه اعضای شیئیکان به کیوتو رفت، اما به دلیل یک اتفاق عجیب، او در نهایت شینسنگومی، یک نیروی شبه‌پلیسی مسلح تحت فرماندهی قلمرو آیزو که حافظ شهر کیوتو بود، را تشکیل داد. او استعداد خارق‌العاده‌ای در سازماندهی از خود نشان داد و شینسنگومی را به قوی‌ترین گروه مسلح در پایان دوره ادو تبدیل کرد و به عنوان «معاون فرمانده شیطانی»، متعصبان ضد خارجی را از ترس به لرزه درآورد.
او که از تبار سامورایی معمولی نبود، آرمان روشنی از آنچه یک سامورایی باید باشد، داشت و از آنجایی که زادگاهش تاما یک تنریو و زادگاه جنگجویان باندو (منطقه کانتو) بود که به خاطر جسارتشان در جنگ گنپی شناخته می‌شدند، این را به عقیده شخصی خود تبدیل کرد که به راحتی جان خود را در مقابل آن آرمان فدا کند. او خود را صنعتگری بدون ایدئولوژی یا دغدغه‌ای برای کشور می‌دانست، اما شینسنگومی را به بزرگ‌ترین جنگجویان ژاپن تبدیل کرد و مرام آهنین خود را در شمشیر محبوبش، ایزومینوکامی کانه‌سادا (ja:和泉守兼定和泉守兼定 いずみのかみ )، جای داد و معتقد بود که مانند شمشیری که صرفاً برای بریدن مردم ساخته شده و هیچ هدف دیگری در وجودش نیست، یک سامورایی باید با وقار و با صداقت، بدون استدلال‌های کوچک زندگی کند. به همین دلیل، او حتی کوچک‌ترین اختلال در نظم سپاه را تحمل نمی‌کرد و سربازان خود را به این قانون سخت پایبند می‌کرد که هرگونه تخلف از نظم سپاه با مرگ فوری مجازات می‌شود و آنها را با ترس و وحشت هدایت می‌کرد.
او همچنین استعداد طبیعی در استراتژی نظامی داشت و با این فلسفه که سربازان همیشه باید اول حمله کنند، فرماندهی ماهرانه‌ای را اعمال می‌کرد و در طول جنگ بوشین مشکلات زیادی برای ارتش امپراتوری ایجاد کرد. او همچنین همزمان با نبرد توبا-فوشیمی شروع به مطالعه علوم نظامی غربی کرد و سرعت درک او میسیونرهای نظامی فرانسه در ژاپن (۶۸–۱۸۶۷) را که از ارتش شوگون‌سالاری حمایت می‌کردند، تحت تأثیر قرار داد و مربی توپخانه ژول برونت گفت: «امپراتور فرانسه (ناپلئون سوم) یکی مانند او را می‌خواهد.» از سوی دیگر، او مخفیانه از سرودن هایکو با نام مستعار «تویوتاما» لذت می‌برد، اما در آن مهارت خاصی نداشت، زیرا از کلمات معمولی استفاده می‌کرد و با مکث شعر را بیان می‌کرد.
پس از فروپاشی شوگون‌سالاری، او از تسلیم شدن امتناع ورزید و در طول جنگ بوشین به عنوان ژنرال در شمال ژاپن جنگید و با فرماندهی ماهرانه سربازان خود با نیروهای دولتی بازی کرد. پس از تأسیس جمهوری ازو، او به عنوان مسئول پیاده‌نظام منصوب شد و به عنوان تنها ژنرال دولت هاکوداته که هرگز در هیچ نبردی شکست نخورده بود، برای خود نامی دست و پا کرد، اما در نبرد گوریوکاکو کشته شد.

### کوندو ایسامی
رئیس شینسنگومی. کوندو در یک خانواده کشاورز ثروتمند در روستای کامیشیوارا، ناحیه تاما متولد شد و از سنین پایین در دوجوی خانوادگی کوندو، رئیس مدرسه تننن ریشین-ریو، شمشیربازی آموخت و بعداً به دلیل مهارت‌هایش توسط صاحب دوجو (سالن آموزش شمشیرزنی)، کوندو شوسوکه ja:近藤周助، به فرزندی پذیرفته شد. او با توشیزو آشنا شد که از طریق شوهر خواهر او به دوجو رفت و آمد می‌کرد و اگرچه شخصیت‌های کاملاً متفاوتی داشتند، اما با هم خوب کنار آمدند و بهترین دوستان شدند، حتی یک فنجان ساکی را با هم به اشتراک گذاشتند تا برادر شوند.
کوندو در استراتژی سیاسی یا نظامی مهارت خاصی نداشت و تحصیلات خاصی نداشت، اما شخصیت ساده‌اش به او فضیلتی مرموز می‌داد که مردم را به خود جذب می‌کرد. توشیزو شخصیت کوندو را برای مقام ژنرالی مناسب می‌دانست و او را به عنوان یک «دولتمرد جنگجو» که خوش‌بین بود و به راحتی تحت تأثیر مسائل قرار نمی‌گرفت، ارج می‌نهاد و در حالی که پایه‌های سازمان شینسنگومی را بنا می‌کرد، همیشه از کوندو حمایت می‌کرد و خودش به عنوان معاون فرمانده باقی ماند و نقش مرد منفور را بر عهده گرفت.
از سوی دیگر، او به عنوان یک کشاورز سابق که به شمشیرزن روستایی تبدیل شده بود، عادت بدی داشت که بیش از حد از افراد تحصیل‌کرده سپاسگزار باشد، وانمود کند که یک سیاستمدار درست و حسابی است و نظریه‌های پوچ را مطرح کند و توسط مقامات گمراه شود. پس از اینکه پس از دومین اردوکشی چوشو به عنوان یک هاتاموتوی عالی‌رتبه منصوب شد، از موفقیت خود سرمست شد و در طول نبرد کوشو، در مسیر میدان نبرد بازیگوشی کرد و فرصت جنگیدن را از دست داد و اشتباه احمقانه‌ای مرتکب شد و اجازه داد ارتش دولت قلعه را تصرف کند. پس از شکست فاجعه‌بار در کوشو، او افسرده شد و ترسید دانشی که پس از رفتن به کیوتو به دست آورده بود، نتیجهٔ معکوس بدهد و او را دشمن امپراتور بنامند، بنابراین با وجود هشدارهای توشیزو، تسلیم ارتش دولت شد و سرش از تنش جدا شد.

### اوکیتا سوجی
فرمانده اولین واحد شینسنگومی. پسر یک سامورایی مستقر در ادو در قلمرو شیراکاوا ، ولایت موتسو. او شخصیتی خوش بین دارد و همیشه لبخندی بزرگ بر لب دارد و مانند یک برادر کوچکتر مورد علاقهٔ سربازانش است. توشیزو، که به خاطر سکوت در مورد بسیاری از چیزها شناخته می‌شود، مجذوب شادی بی‌حد و حصر خود می‌شود و بسیار پرحرف می‌شود و گاهی اسرارکوی را که حتی به کوندو نمی‌گفت، به او می‌گوید. او جوانی خوش‌خلق است که با همه با خوشرویی رفتار می‌کند، اما شمشیرزنی او نبوغ‌آمیز است و مهارت‌های او بسیار فراتر از توشیزو و کوندو است.
در حوالی زمان حادثه ایکِدایا، او از سل ریوی رنج می‌برد و مرتباً خون استفراغ می‌کرد. در حوالی شروع جنگ بوشین، او بستری شد و هنگامی که شینسنگومی به ادو نقل مکان کرد، او به همراه خواهرش، اوکیتا میتسو، به ادو بازگشت و توسط او پرستاری شد. اگرچه او توسط پزشک ارشد شوگوناته، ماتسوموتو ریوجون، تحت درمان قرار گرفت، اما بهبود نیافت و پس از اینکه اومیتسو به دلیل شوهرش، یک سامورایی از قلمرو شونای، به قلمرو شونای رفت، بدون اینکه کسی در کنارش باشد، بر اثر بیماری درگذشت. کوندو ماه قبل گردن زده شده بود، اما او از مرگ او خبر نداشت و معتقد بود که کوندو تا آخرین نفس هنوز زنده است.

### کیوکاوا هاچیرو
سامورایی از قلمرو شونای در استان دوا. او مدرک کارشناسی ارشد کامل را در چیبا دوجو از هوکوشین ایتو-ریو دریافت کرد و قبل از افتتاح یک مدرسه خصوصی در تاماگائیکه، کاندا، در شوهیکو تحصیل کرد و به عنوان یک نابغه نادر که در تمام زمینه‌های ادبیات، هنرهای رزمی، فصاحت و استراتژی سرآمد بود، به‌طور گسترده شناخته می‌شد. هنگامی که شوگون ایموچی به کیوتو رفت، شوگون‌سالاری نگران فعالیت‌های گسترده میهن‌پرستان رادیکال بود، بنابراین او پیشنهاد ایجاد یک واحد نگهبانی شوگون متشکل از روشی را داد و روشیگومی را تشکیل داد و خود رهبر آن بود.
با این حال، در قلب خود او یک فعال طرفدار امپراتوری بود که می‌خواست شوگون‌سالاری را سرنگون کند و به محض ورود به کیوتو اعلام کرد که نگهبانان شوگون را به پیشاهنگان لشکرکشی علیه بربرها تبدیل خواهد کرد. اعضای گروه شیه‌کان علیه فریب دولت شورش کردند و گروه را ترک کردند، اما این بعداً منجر به تولد شینسنگومی شد. شوگون‌سالاری نیز از خیانت کیوکاوا خشمگین بود و دستور داد که او را پس از بازگشت به ادو فراخوانده و ترور کنند.

### سریزاوا کامو
اولین مدیر ارشد شینسنگومی. سرکشی که از استان هیتاچی قلمرو میتو فرار کرد. پس از جدایی از کیوکاوا هاچیرو، توشیزو نگاه خود را به این مرد که برادر بزرگترش برای خانواده میتو توکوگاوا در کیوتو مستقر بود، معطوف کرد و با استفاده از ارتباطات خود، به خانواده آیزو ماتسودایرا، تحت الحمایه کیوتو، متوسل شد و با موفقیت شینسنگومی را تأسیس کرد. او به دلیل عضویت گذشته‌اش در حزب تنگو شناخته شده بود، بنابراین به عنوان مدیر ارشد منصوب شد.
او مردی چاق و تپل با قدرت پنج مرد بود و شمشیرزنی ماهر بود که تسلط کامل بر مکتب شمشیرزنی شینتو مونن-ریو داشت. با این حال، او شخصیتی بسیار خشن داشت، بارها قتل‌های بی‌رحمانه‌ای انجام می‌داد، به زنان و کودکان تجاوز می‌کرد و حتی در میان رفتارهای دیوانه‌وار دیگر، توپی را در وسط شهر شلیک می‌کرد. توشیزو و کوندو از خشونت و هرج و مرج تلخ بودند، اما توانستند با مشارکت در تأسیس شینسنگومی، آبروی خود را حفظ کنند. با این حال، وقتی قبیله آیزو از سوء رفتار آنها مطلع شد، دستور کشتن آنها را دریافت کرد و آنها را به همراه زیردستانشان، از جمله نیمی نیشیکی، پاکسازی کرد. با فروپاشی فرقه سریزاوا، توشیزو و کوندو کنترل کامل شینسنگومی را به دست گرفتند.

### یامانامی کیسوکه
معاون فرمانده شینسنگومی. بعداً، او فرمانده شد. او یک رونین از استان موتسو و قلمرو سندای بود و در هنر و هنرهای رزمی سرآمد بود. او به ویژه در شمشیرزنی مهارت داشت و گواهینامه منکیو کایدن (شمشیرزنی بدون استاد) را در چیبا دوجو دریافت کرد. او همچنین در میان اعضای نادان سپاه، چهره‌ای نادر بود و تحصیلات خوبی داشت. توشیزو از زیرکی توشیزو که تحصیلات خود را به رخ می‌کشید و با درایت رفتار می‌کرد، خوشش نمی‌آمد و پس از پاکسازی گروه سریزاوا، مقام فرماندهی را ایجاد کرد که تنها پس از رئیس سپاه دوم بود و او را در جایگاهی قرار داد که تنها پس از کوندو دوم بود، اما به عنوان معاون فرمانده، کنترل اعضای سپاه را به دست گرفت و به راحتی او را از حلقه خارج کرد. یامانامی نیز توشیزو را دوست نداشت و او را «تماماً درگیر جنگ و بی‌توجه به امور ملی» توصیف می‌کرد و این دو همیشه فاصله ظریفی بین خود حفظ می‌کردند. او با آن دوران آشنا بود، چرا که در چیبا دوجو، جایی که بسیاری از رونین‌های گروه کوگایبکا جمع می‌شدند، بود و وقتی شایعاتی مبنی بر تشکیل روشیگومی توسط هاچیرو کیوکاوا شنید، کوندو را تشویق کرد که به آن بپیوندد. او در ابتدا یک طرفدار سرسخت سوننو-جوی بود و می‌خواست رهبر اخراج بیگانگان باشد، اما از این واقعیت که شینسنگومی، زمانی که تشکیل شده بودند، به قتل میهن‌پرستان اخراجی می‌پرداختند، ناراضی بود و پس از حادثه ایکِدایا و حادثه هاماگوری گومون، پس از تحمل رنج و عذاب، گروه را ترک کرد. با این حال، او قبلاً امید خود را به دنیا از دست داده بود و بدون هیچ مقاومتی دستگیر شد و با آرامش عمل سپوکو را پذیرفت که نقض قوانین گروه بود.

### کاشیتارو ایتو
افسر ستاد شینسنگومی. پسر یک رونین از چوشو قلمرو شیتزوکو، او در سنین جوانی هنرهای رزمی و آکادمیک را در میتو آموخت، سپس به ادو رفت، به سبک هوکوشین ایتوریو مسلط شد، یک دوجو در فوکاگاوا افتتاح کرد و تحت عنوان «استاد هنرهای رزمی و ادبیات» شهرت یافت. پس از حادثه هاماگوری گومون، او بسیاری از شاگردانش را برای پیوستن به شینسنگومی که از کمبود عضو رنج می‌برد، آورد. کوندو تحت تأثیر دانش آکادمیک توشیزو، یکی از بهترین‌ها در ادو، قرار گرفت و یک سمت جدید افسر ستاد ایجاد کرد که تنها پس از رئیس دفتر بود، اما او همچنان به توشیزو مشکوک بود زیرا او از تمرین‌کنندگان مکتب هوکوشین ایتوریو بود که وفاداران زیادی داشت. او در واقع یک مدافع ضد شوگون بود که در ایدئولوژی طرفدار امپراتوری میتوگاکو غسل تعمید داده شده بود و مخفیانه نقشه تصرف شینسنگومی را می‌کشید. او که توشیزو را مزاحم می‌دید، قاتلانی را برای ترور او فرستاد، اما شکست خورد. کمی بعد، او جدایی خود را از شینسنگومی اعلام کرد و از گروه به همراه شاگردان سابق و ستایشگران تازه تشکیل شده‌اش جدا شد و گوریو-اجی را به بهانه محافظت از مقبره امپراتور کومی که اخیراً فوت کرده بود، تشکیل داد. کوندو که طرفدار اقدام برای تجزیه گروه بود، نیز خشمگین شد و توشیزو را به یک مهمانی مشروب‌خوری دعوت کرد، او را مست کرد و در تاریکی شب در راه خانه او را ترور کرد. جسد او در جاده رها شد و رفقایش که با خشم به صحنه شتافتند، توسط شینسنگومی‌هایی که در کمین بودند مورد حمله قرار گرفتند و گوریو-اجی‌ها نابود شدند (حادثه آبورانوکوجی).

### اوتوری کیسوکه
مقام شوگون‌سالاری. او که در اصل پسر یک پزشک روستا در ولایت هاریما شهرستان آکو بود، در تِکیجوکو در اوساکا، که به عنوان بهترین مدرسه مطالعات هلندی در کشور مشهور است، مطالعات هلندی خواند. او سرانجام به خاطر ترجمه بسیاری از کتاب‌های علوم نظامی مشهور شد و به دلیل توانایی‌هایش توسط شوگوناته استخدام شد و پس از تأسیس واحد به سبک غربی ارتش شوگوناته، دِنشو-تای، به عنوان فرمانده آن منصوب شد. با این حال، او از رفتار مطیعانه شوگونات پس از توبا-فوشیمی خوشش نیامد و درست قبل از تسلیم قلعه ادو با سربازانش فرار کرد و به بقایای ارتش سابق شوگونات، از جمله توشیزو، پیوست و به دلیل دانشش در علوم نظامی به سبک غربی، به عنوان رهبر انتخاب شد. پس از جنگ در مناطق مختلف منطقه توهوکو، به ناوگان سابق شوگونات به رهبری انوموتو تاکه‌آکی پیوست و پس از فتح هوکایدو، کمیسر ارتش جمهوری ازو به رهبری انوموتو شد.
اگرچه او مردی بسیار درخشان بود، اما استعداد استفاده از دانش خود را در نبردهای واقعی به عنوان یک ژنرال نداشت. توشیزو که استراتژی نظامی را یک استعداد طبیعی می‌دانست، از اوتوری متنفر بود و مخفیانه او را ترسو می‌نامید. اوتوری همچنین از شخصیت بد توشیزو بیزار بود و این دو مرد رابطه خوبی با هم نداشتند.

### تاکه‌آکی انوموتو
یک مقام شوگون سالاری. پس از تحصیل در آکادمی شوهیکو و مدرسه آموزش نیروی دریایی ناگاساکی، به دستور شوگون‌سالاری در هلند تحصیل کرد. او که غرب را از نزدیک دیده بود، پس از بازگشت بسیار مورد توجه قرار گرفت و پس از عقب‌نشینی نیروهای شوگون‌سالاری از ادو، به عنوان معاون رئیس نیروی دریایی منصوب شد. مانند اوتوری، او نیز علیه رفتار مطیعانه شوگون‌سالاری قیام کرد و اصرار داشت که تا آخر بجنگد. پس از تسلیم قلعه ادو، با ناوگانی بسیار بزرگتر از ارتش دولتی فرار کرد و به توشیزو و دیگران در سندای پیوست. پس از فروپاشی اتحاد اواوئه‌تسو رپان، وارد هوکایدو شد و با تسلط بر قوانین بین‌المللی، سلسله دوم توکوگاوا را با شاخه‌ای از خاندان توکوگاوا به عنوان رئیس آن تصور کرد و جمهوری ازو را تأسیس کرد و رئیس‌جمهور آن شد. او که از ضعف مقام‌های شوگون‌سالاری ناامید شده بود، مدت‌ها شجاعت اعضای شینسنگومی را تحسین می‌کرد و از آنجایی که یک تازه به دوران رسیده بود و در نسل پدرش به یک مقام شوگون‌سالاری رسیده بود، با توشیزو با مهربانی رفتار می‌کرد. توشیزو همچنین تحت تأثیر استعداد انوموتو که در غرب آموزش دیده بود و توجه دقیقی به دولت و ارتش نشان می‌داد، قرار گرفت و همچنین شخصیت جسورانه او را که او را به یاد کوندو می‌انداخت، دوست داشت.

### شیچیری کنوسوکه
شخصیتی داستانی در این اثر. پس از مطالعه سبک بانبا ننریو در استان کوزوکه، به بوشو رفت و در آنجا مهمان دوجوی کوگن ایتوریو هیروما در هاچی‌اوجی شد. پس از اینکه توشیزو دستیار مربی دوجو را کشت، بی‌وقفه توشیزو را تعقیب کرد و این دو در موارد متعدد به عنوان دشمنان قسم‌خورده با هم روبرو شدند. پس از مشاجره با توشیزو، او از دوجو رانده شد و از آنجایی که خویشاوندانش سربازان پیاده چوشو بودند، در کیوتو ساکن شد، جایی که اتفاقاً دوباره با توشیزو، که شینسنگومی را تشکیل داده بود، متحد شد. او استاد ایی‌آی‌دو بود، چیزی که حتی در ادو نیز نادر بود، و بسیاری از اعضای شینسنگومی و میماواریگومی را کشت و لقب ترسناک «کنوسوکه قاتل» را برای او به ارمغان آورد.
حتی پس از سقوط چوشو، او در کیوتو ماند، توسط میهن‌پرستان ضدبیگانه پنهان شد و بی‌وقفه توشیزو را تعقیب کرد. او همچنین با ایتو کوشیتارو دوست بود و به درخواست ایتو، که در تلاش برای از بین بردن توشیزوی دردسرساز برای تصاحب شینسنگومی بود، او با چندین روشو نقشه قتل توشیزو را کشید، اما در عوض کشته شد و سرانجام درگذشت.

### ساروواتاری سائه
شخصیتی داستانی در این اثر. دختر کاهن ارشد معبد روکوشا میوجین در فوچو، و خواهر ساروواتاری سادونوکامی. او در طول جشنواره کورایامی در دوران تاما عاشق توشیزو شد و آنها پس از آن مرتباً ملاقات می‌کردند. او اولین زنی بود که توشیزو را که به داشتن روابط عاشقانه با زنان زیادی معروف بود، عاشق خود کرد، حتی اگر هرگز واقعاً عشق را احساس نکرده بود.
او در طول زندگی‌اش در ژاپن، عاشق توشیزو شد. با این حال، پس از اینکه او برای خدمت به کانپاکو کوجو نائوتادا سابق که به خانواده‌اش نزدیک بود، به کیوتو رفت، به ایده وفاداری به امپراتور پی برد، با میهن‌پرستان دوست شد، قدرت خود را به دربار امپراتوری قرض داد و به عنوان یک قهرمان شناخته شد. وقتی توشیزو به کیوتو رفت و شینسنگومی را تأسیس کرد، از تغییر او شگفت‌زده شد و همراه با تغییر خودش در موقعیتی که می‌توانست میهن‌پرستان وفادار را سرکوب کند، احساساتی شبیه به دلشکستگی را تجربه کرد.

### اویوکی
شخصیتی داستانی در این اثر. همسر مردی که در ولایت مینو، قلمرو اوگاکی سرباز پیاده بود، او شوهرش را که به عنوان سرباز حوزه به کیوتو رفته بود، دنبال کرد و خودش هم به آنجا رفت. پس از مرگ شوهرش بر اثر بیماری، او به تنهایی در یک خانه شهری زندگی می‌کرد، اما وقتی توشیزو مورد حمله شیچیری کنوسوکه قرار گرفت، پنهان شد و از او مراقبت کرد و آنها با هم آشنا شدند. توشیزو تصویر مادرش را که در کودکی از دست داده بود، دید و به اویوکی علاقه پیدا کرد. از آنجایی که مرتباً به خانه او سر می‌زد، آنها رابطه عاشقانه‌ای برقرار کردند.
درست قبل از نبرد توبا-فوشیمی، توشیزو نگران بود که اگر برای خداحافظی برود، عزم توشیزو سست شود، بنابراین به جای خداحافظی، نامه‌ای برایش فرستاد که در آن نوشته بود: «می‌خواهم بدون دیدن او به میدان نبرد بروم، همان‌طور که یک سامورایی این کار را می‌کند.» با این حال، او به دنبال توشیزو به اوساکا، جایی که مقر شوگون‌سالاری بود، رفت و آنها دو روز را به عنوان یک زوج موقت قبل از عزیمت توشیزو به ادو، با هم گذراندند. پس از تأسیس جمهوری ازو، او به لطف کوئیکه زنمون، تاجر ثروتمند اوساکا که با شینسنگومی روابط دوستانه‌ای داشت، به هوکایدو فرستاده شد و لحظات پایانی عمرش را با توشیزو گذراند که در حال حاضر با مرگ روبرو بود. بلافاصله پس از پیاده شدن ارتش امپراتوری، توشیزو خود را به خدمتکارش ایچیمورا تتسونوسوکه سپرد و از میدان نبرد گریخت.

## فیلم ۱۹۶۶
شوچیکو فیلمی با همین عنوان در سال ۱۹۶۶ منتشر کرد.

## فیلم ۲۰۲۱
این اولین اقتباس سینمایی از این رمان در ۵۴ سال گذشته از زمان نسخه ۱۹۶۶ است و قرار بود در ۲۲ مه ۲۰۲۰ اکران شود، اما به دلیل شیوع بیماری همه‌گیر کووید-۱۹ به تعویق افتاد. فیلم در سپتامبر ۲۰۲۱ به نمایش درآمد. در این فیلم جون‌ایچی اوکادا در نقش هیجیکاتا توشیزو بازی می‌کند.

## معرفی فیلم
این رمان تاریخی نوشته ریوتارو شیبا، که زندگی توشیزو هیجیکاتا، معاون فرمانده شینسنگومی را به تصویر می‌کشد و در گذشته به صورت فیلم و سریال تلویزیونی ساخته شده است، با همکاری مجدد کارگردان ماساتو هارادا و با بازی جونیچی اوکادا، که در فیلم سکیگاهارا (فیلم) با هم همکاری داشتند، به یک فیلم جدید تبدیل شده است. در پایان دوره ادو، ورود کشتی‌های سیاه، درگیری بین جناح طرفدار شوگون‌سالاری که به دنبال بازگرداندن قدرت شوگون‌سالاری برای محافظت از ژاپن در برابر قدرت‌های خارجی بود، و جناح ضد شوگون‌سالاری که هدفشان ایجاد یک دولت جدید با محوریت امپراتور بود را تشدید کرد. توشیزو هیجیکاتا که در یک خانواده کشاورز در تاما، بوشو متولد شده بود، می‌خواست سامورایی شود، بنابراین به همراه رفقایش، ایسامی کوندو و سوجی اوکیتا، به کیوتو رفت. با حضور کامو سریزاوا به عنوان رئیس، و با حمایت شوگون‌سالاری توکوگاوا، آنها شینسنگومی را تشکیل دادند و هیجیکاتا، که به عنوان «معاون فرمانده اهریمنی» از او می‌ترسیدند، نقش فعالی در شهر کیوتو برای سرکوب جناح ضد شوگون‌سالاری ایفا کرد با این حال، زمانه به سمت سرنگونی شوگون‌سالاری متمایل است… علاوه بر جون‌ایچی اوکادا در نقش هیجیکاتا توشیزو، کو شیباساکی در نقش اویوکی، زنی که در تمام طول زندگی‌اش عاشق هیجیکاتا باقی می‌ماند، ریوهی سوزوکی در نقش کوندو ایسامی، یوکی یامادا در نقش سوجی اوکیتا و هیده‌آکی ایتو در نقش سریزاوا کامو بازی خواهند کرد.